# Tammy Blanchard
Tammy Blanchard (* 14. Dezember 1976 in Bayonne, New Jersey) ist eine US-amerikanische Schauspielerin. Bekanntheit erlangte sie vor allem durch die Darstellung der jungen Judy Garland aus der Miniserie Life with Judy Garland: Me and My Shadows, für die sie 2001 mit dem Emmy ausgezeichnet wurde.

## Leben und Karriere
Tammy Blanchard stammt aus dem US-Bundesstaat New Jersey. Erste Schauspielerfahrungen sammelte sie bereits zu Schulzeiten, unter anderem war sie an ihrer High School an einer Aufführung des Zauberers von Oz beteiligt.
Ihre erste Rolle vor der Kamera übernahm sie 1998 als Drew Jacobs in der Sopa Springfield Story. Die Rolle spielte sie insgesamt bis ins Jahr 2000 und wurde während dieser Zeit zu einer Hauptfigur ausgebaut. Anschließend spielte sie in der vierteiligen Miniserie Life with Judy Garland: Me and My Shadows eine junge Judy Garland. Ihre Darstellung brachte ihr viel Kritikerlob ein. Zudem erhielt sie Nominierungen für wichtige Fernsehpreise, darunter den Golden Globe Award. Bei der Emmy-Verleihung 2001 wurde sie für Leistung in der Kategorie Beste Nebendarstellerin in einer Miniserie oder Fernsehfilm. 2002 spielte sie eine Nebenrolle im Filmdrama Schwere Jungs. Parallel zu ihren ersten Auftritten vor der Kamera stand sie von Beginn ihrer Karriere an auf der Theaterbühne. 2003 trat sie am Broadway in der Rolle der Gypsy Rose Lee im Musical Gypsy auf, wofür sie für einen Tony Award nominiert wurde.
2006 spielte sie als Nina eine tragende Rolle im Film Bella. Darüber hinaus war sie im Thriller Der gute Hirte an der Seite von Matt Damon zu sehen. 2008 übernahm sie im Musikfilm Cadillac Records die Rolle der Isabelle Allen. 2009 wirkte sie als Rebecca im US-amerikanisch-malaysischen Horrorfilm Deadline – Focus Your Fear mit. 2010 spielte sie die Rolle der Izzy im Filmdrama Rabbit Hole. 2011 war sie im Sportdrama Die Kunst zu gewinnen – Moneyball zu sehen. 2013 trat sie als Jane in Woody Allens Filmdrama Blue Jasmine auf.
Von 2011 bis 2012 spielte sie Rolle der Hedy LaRue im Musical How to Succeed in Business Without Really Trying am Broadway. Für ihre Leistung erhielt sie erneut eine Nominierung für einen Tony Award. 2014 trat sie als Florinda im Fantasy-Musicalfilm Into the Woods. Ein Jahr später war sie als Eden im Horrorthriller The Invitation. zu sehen. 2016 übernahm sie die Rolle der Carolyn Ford im Filmdrama Tallulah, welcher auf dem Sundance Film Festival uraufgeführt wurde. 2019 war Blanchard im Filmdrama Der wunderbare Mr. Rogers als Lorraine zu sehen.
Neben ihren Filmauftritten spielte sie auch eine Reihe von Gastrollen im US-Fernsehen, etwa in Criminal Intent – Verbrechen im Visier, Law & Order, Good Wife, A Gifted Man, The Big C, Madam Secretary, Elementary, Bull, Billions und Blue Bloods – Crime Scene New York.

## Persönliches
Blanchard lebt in ihrer Geburtsstadt Bayonne. 2008 wurde sie Mutter einer Tochter, die sie in Anlehnung an die Schauspielerin Ava Gardner, Ava nannte.

## Filmografie (Auswahl)
- 1998–2000: Springfield Story (Guiding Light, Fernsehserie, 47 Episoden)
- 2001: Law & Order: Special Victims Unit (Fernsehserie, Episode 2x10)
- 2001: Life with Judy Garland: Me and My Shadows (Miniserie, 2 Episoden)
- 2002: We Were the Mulvaneys (Fernsehfilm)
- 2002: Schwere Jungs (Stealing Harvard)
- 2002: Criminal Intent – Verbrechen im Visier (Criminal Intent, Fernsehserie, Episode 2x07)
- 2004: Ein Engel in der Stadt (When Angels Come to Town, Fernsehfilm)
- 2006: Bella
- 2006: Der gute Hirte (The Good Shepherd)
- 2007: Sybil (Fernsehfilm)
- 2008: The Ramen Girl
- 2008: Cadillac Records
- 2009: Deadline – Focus Your Fear (Deadline)
- 2009: Empire State (Fernsehfilm)
- 2010: Law & Order (Fernsehserie, Episode 20x18)
- 2010: Rabbit Hole
- 2010: Good Wife (The Good Wife, Fernsehserie, Episode 2x01)
- 2011: The Music Never Stopped
- 2011: Die Kunst zu gewinnen – Moneyball (Moneyball)
- 2011: Union Square
- 2011: Certainty
- 2012: A Gifted Man (Fernsehserie, Episode 1x16)
- 2012: The Big C (Fernsehserie, 3 Episoden)
- 2013: Burning Blue
- 2013: Blue Jasmine
- 2013: La vida inesperada
- 2014: Madam Secretary (Fernsehserie, Episode 1x08)
- 2014: Into the Woods
- 2015: The Inherited
- 2015: Elementary (Fernsehserie, Episode 3x11)
- 2015: The Invitation
- 2016: Tallulah
- 2016: Bull (Fernsehserie, Episode 1x01)
- 2017: Billions (Fernsehserie, 2 Episoden)
- 2017: Blue Bloods – Crime Scene New York (Blue Bloods, Fernsehserie, Episode 7x20)
- 2017: Daytime Divas (Fernsehserie, 5 Episoden)
- 2018: Fourplay
- 2018: Boarding School
- 2018: Warning Shot
- 2019: Der wunderbare Mr. Rogers (A Beautiful Day in the Neighborhood)
- seit 2019: Dare Me (Fernsehserie)
- 2020: The Mimic
- 2021: Defining Moments

## Auszeichnungen und Nominierungen (Auswahl)
Golden Globe Award
- 2002: Nominierung als Beste Nebendarstellerin in einer Miniserie oder Fernsehfilm für Life with Judy Garland: Me and My Shadows

Golden Satellite Award
- 2002: Nominierung als Beste Nebendarstellerin in einer Miniserie oder Fernsehfilm für Life with Judy Garland: Me and My Shadows

Emmy
- 2002: Auszeichnung als Beste Nebendarstellerin in einer Miniserie oder Fernsehfilm für Life with Judy Garland: Me and My Shadows

Tony Award
- 2003: Nominierung als Beste Darstellerin in einem Musical für Gypsy: A Musical Fable
- 2011: Nominierung als Beste Darstellerin in einem Musical für How to Succeed in Business Without Really Trying

Theatre World Award
- 2003: Auszeichnung für ihre Darstellung in Gypsy: A Musical Fable

American Film Institute Award
- 2002: Nominierung als Schauspielerin des Jahres – Miniserie oder Fernsehfilm für Life with Judy Garland: Me and My Shadows